# Oenonidae
Famille
Les Oenonidae sont une famille de vers annélides polychètes marins de l'ordre des Eunicida.

## Liste des genres
Selon World Register of Marine Species (19 janvier 2022) :
- genre Arabella Grube, 1850
- genre Arabelloneris Hartmann-Schröder in Hartmann-Schroder & Hartmann, 1979
- genre Biborin Chamberlin, 1919
- genre Danymene Kinberg, 1864
- genre Drilognathus Day, 1960
- genre Drilonereis Claparède, 1870
- genre Haematocleptes Wirén, 1886
- genre Halla A. Costa, 1844
- genre Labidognathus Caullery, 1914
- genre Labrorostratus Saint-Joseph, 1888
- genre Lais Kinberg, 1865
- genre Laranda Kinberg, 1865
- genre Larymna Kinberg, 1864
- genre Notocirrus Schmarda, 1861
- genre Oenone Savigny, 1818
- genre Oligognathus Spengel, 1881
- genre Pholadiphila Dean, 1992
- genre Plioceras Quatrefages, 1865
- genre Tainokia Knox & Green, 1972

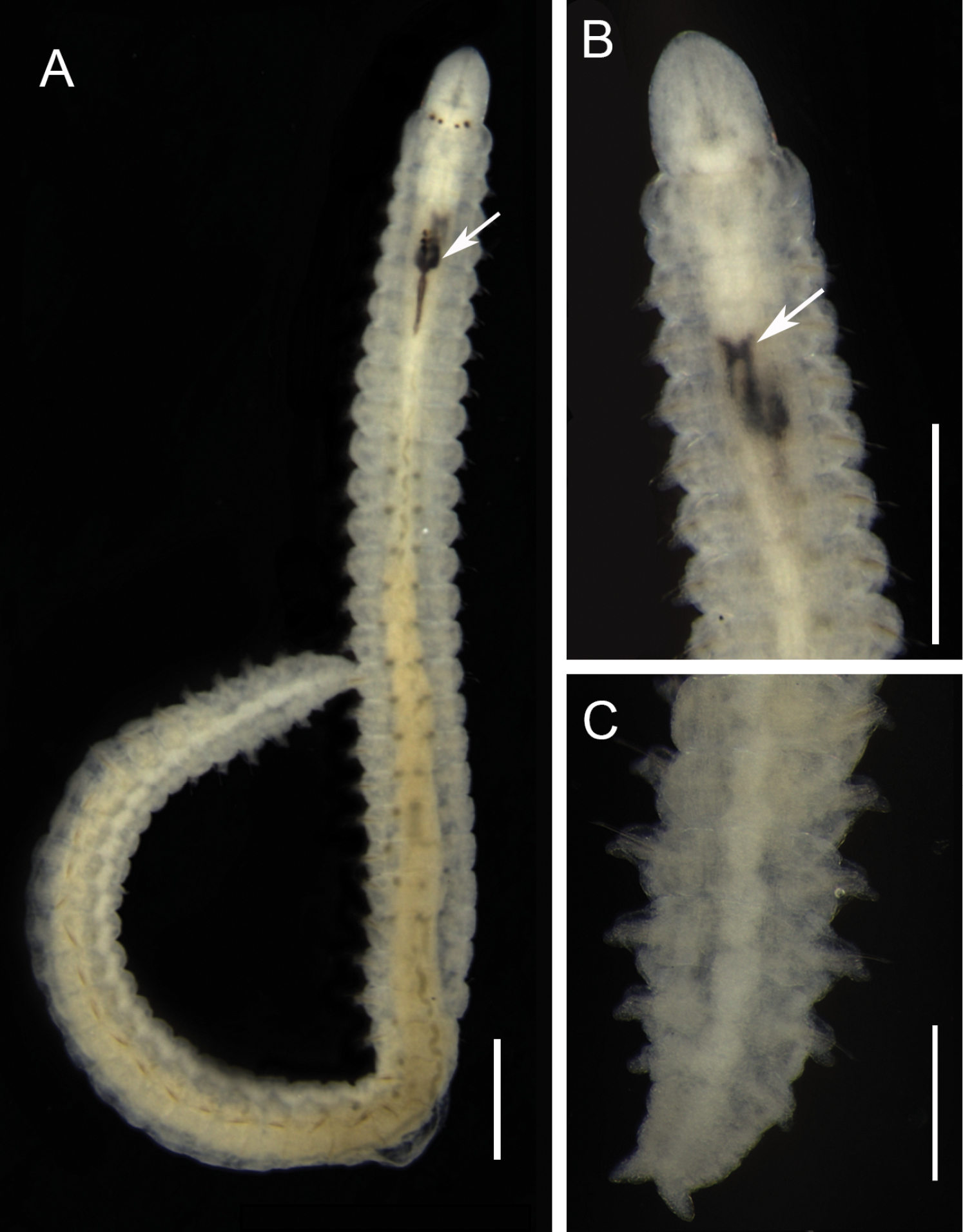
Arabella iricolor
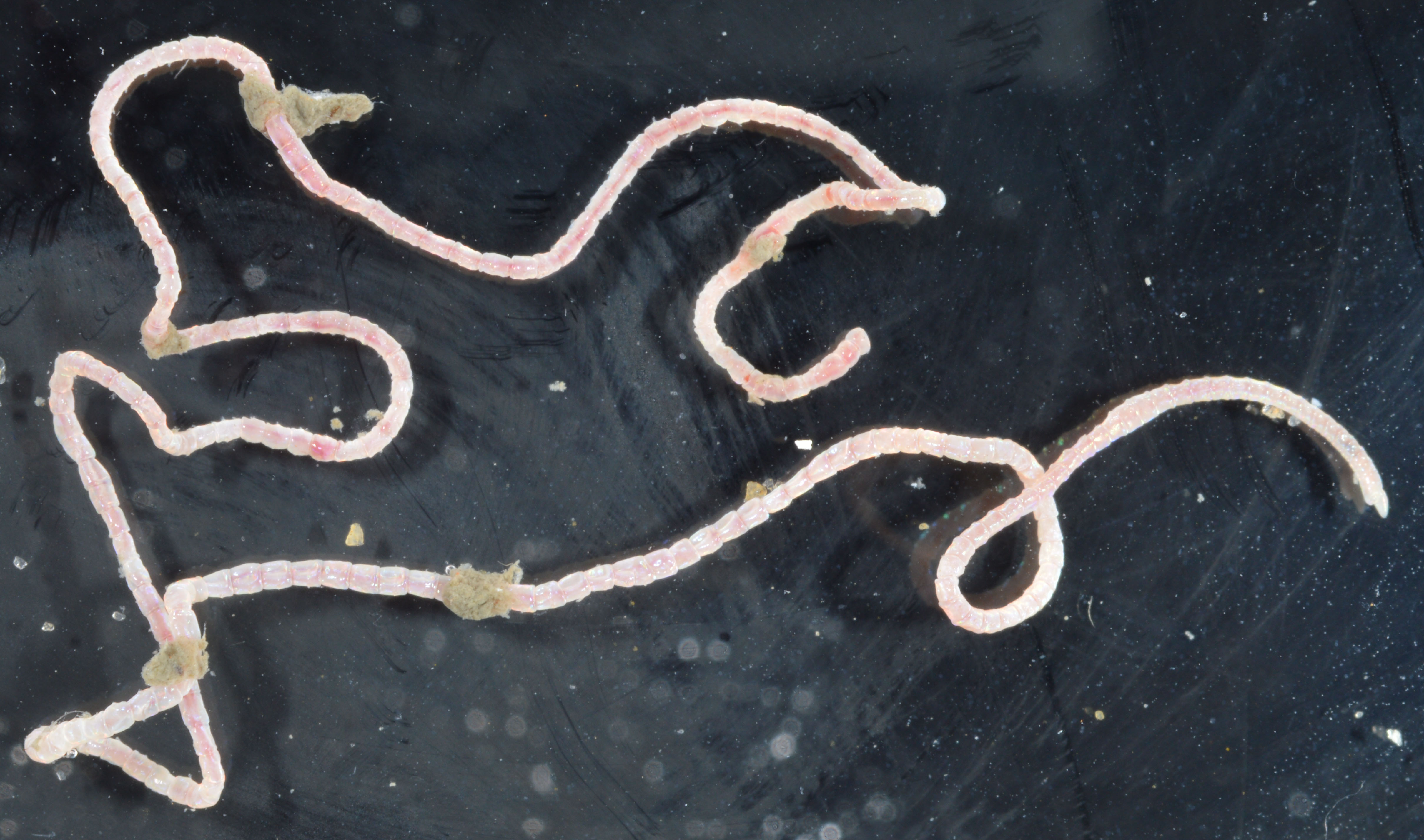
Drilonereis longa
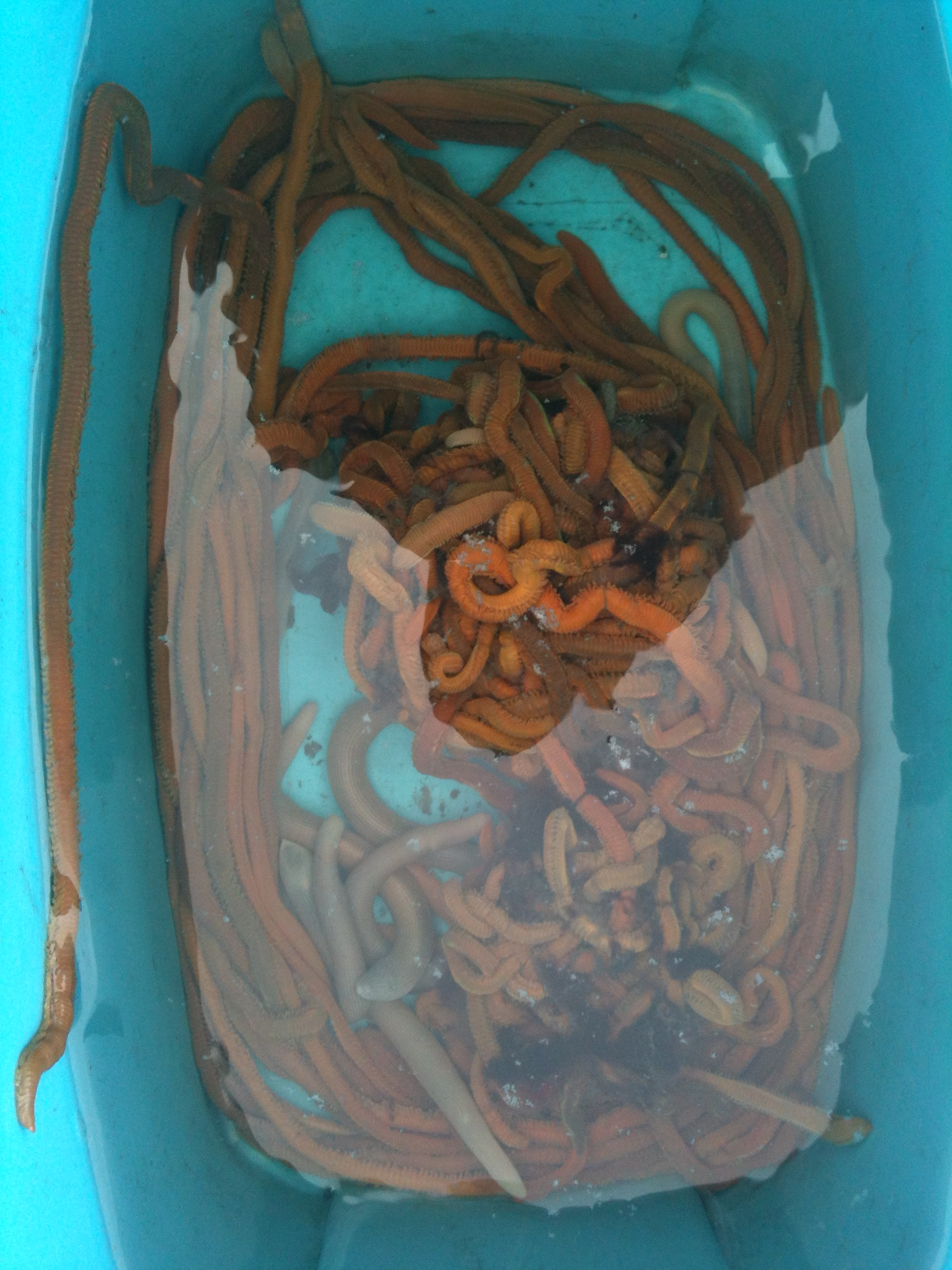
Halla parthenopeia